# ولمار باستروم
ولمار باستروم (انگلیسی: Wollmar Boström؛ زاده ۱۵ ژوئن ۱۸۷۸ درگذشته ۷ نوامبر ۱۹۵۶) یک دیپلمات و تنیس‌باز اهل سوئد بود. باستروم بین سال‌های ۱۹۲۵ تا ۱۹۴۵ سفیر سوئد در ایالات متحده آمریکا بود.